# Quanta Cura (1864)
Quanta Cura (Latijn voor met hoeveel zorg) is een encycliek van paus Pius IX, die werd afgekondigd op 8 december 1864. Met de encycliek reageerde de Kerk op de toenemende secularisering en de zich aftekenende scheiding van kerk en staat. Het was ook een directe reactie van de paus op de uitroeping van het Koninkrijk Italië in 1861.
Quanta Cura keurt verschillende moderne ontwikkelingen af, waaronder de vrijheid van meningsuiting, het primaat van de staat over de kerk, het betwisten van het bestaansrecht van de Kerkelijke Staat en het recht van de staat in te grijpen in het onderwijs. De encycliek ging vergezeld van een lijst met veroordelingen van uiteenlopende "dwalingen", zoals het socialisme en liberalisme, de Syllabus Errorum.
De encycliek kwam tot stand nadat Italië met Frankrijk was overeengekomen dat de Fransen hun troepen uit Rome zouden terugtrekken. Dat betekende vrijwel zeker de Risorgimento (inlijving) van Rome bij Italië en daarmee het einde van de Pauselijke Staat.

## Externe link

Wapen van Paus Pius IX.